# Sara Savoia
Sara Savoia (Verona, 12 luglio 1985) è una nuotatrice artistica italiana.

## Biografia
Nata a Verona nel 1985, a 19 anni ha vinto la medaglia d'argento nel combinato a squadre agli Europei di Madrid 2004, chiudendo dietro alla sola Spagna.
A 19 anni ha partecipato ai Giochi olimpici di Atene 2004, nella gara a squadre con Cirulli, Fiorentini, Paccagnella, Plaisant, Spaziani, Stefanelli, Zaffalon e Zanazza, arrivando al 7º posto, con 94.084 punti (46.834 nel tecnico e 47.250 nel libero).

## Palmarès

### Campionati europei
- 1 medaglia:
  - 1 argento (Combinato a squadre a Madrid 2004)